# 菲利克斯·保加拿
菲利克斯·鲍姆加特纳（德語：Felix Baumgartner，1969年4月20日—2025年7月17日），奥地利运动员，著名高空跳伞、定点跳伞（B.A.S.E. Jumping）好手与特技指导、协调员。出生于奥地利萨尔斯堡的保加拿曾夺得世界定点跳伞大赛冠军，并因自台北101大楼在内的诸多建筑物与地标上进行定点跳伞，与替红牛能量饮料代言而知名。最高纪录为从39公里高的同温层跳下并成功放出降落伞安全着地的伟业。 

## 簡介

### 職業跳傘運動
1997年保加拿在美國西維吉尼亞州所舉行的世界定點跳傘大賽中獲得冠軍，開始其個人的職業跳傘生涯。1998年時他完成了美國定點跳傘協會（American B.A.S.E. Association）所指定的四項跳傘項目（大樓 - Building；天線塔 - Antenna；橋樑 - Span；以及地表 - Earth，通常是指懸崖或地洞之類的天然構造物），正式獲得該協會認可的序列註冊編號「502」，之後他將「B.A.S.E. 502」註冊作為其職業跳傘生涯的識別標誌。
鲍姆加特纳在定點跳傘領域的高知名度，使得他獲選成為同樣來自奧地利的國際飲料品牌——Red Bull的支持，簽約成為專屬代言人/運動員，也是該公司最早開始贊助、最具有代表性的幾位極限運動員之一，雙方曾合作過進行多次冒險嘗試。他在每次進行挑戰時都會穿著印有Red Bull商標的服裝，或是使用印有商標的傘具，替Red Bull代言。
鲍姆加特纳在超過十年的跳傘冒險生涯中，曾拿下多項世界第一的紀錄，其中包括從世界最高的橋樑（法國的密佑高架橋）與最高的大樓（馬來西亞的國油雙子塔與台灣的台北101）一躍而下的紀錄，也曾完成過全世界最低的定點跳傘嘗試（巴西里約熱內盧基督像的手掌）。
在台北101大楼于2005年落成、对外开放，正式成为世界第一高楼之后，鲍姆加特纳就一直对挑战该大楼抱有高度兴趣。但由于大楼业主与政府单位以安全为由的不支持态度及繁複的申请过程，在几次协调未果之后，鲍姆加特纳于2007年12月12日，与同伴假装是参观观景台的遊客，趁大楼警卫不注意时突然翻越91楼露天观景台的防护栅栏，踩破了大楼外墙瓷砖，然后自90楼的露台跳下，安全降落在与大楼相隔一条马路的世贸三馆之二楼停车场平台，并在大楼与相关单位察觉到这起事件之前，就在同伴的接应之下立即驱车前往桃园国际机场搭机出境，全程并由同伴以摄影机拍摄记录。但亦有记者循线访问影片上的计程车司机，司机说明，该段乘上计程车的影片是在跳伞前拍摄的，并有一千元台币酬劳，拍摄过程如同一般商业电影，为求完美也拍摄了五、六次。整个跳伞的过程，以及整体的筹画，也让台湾民众见识到了职业运动员的另一种型态。

### 红牛平流层计划
「红牛平流层计划」（Red Bull Stratos）是一个从2010年时就开始筹备、由Red Bull赞助的超高空跳伞计划，利用一由氦气球悬吊的太空舱将鲍姆加特纳载运至海拔超过12万英尺（36,600公尺）、已经进入平流层的超高空，直接穿着有加压作用的太空装进行跳伞。该计划的目标是要打破1960年由美国空军上校约瑟夫·基廷格（Joseph Kittinger）所创下、31,333公尺的人类最高跳伞高度，并在不靠飞行器辅助的自由落体状态下突破音障。基廷格实际上也是该计划的技术顾问，有关单位希望藉由此挑战所获得的结果，发展出最新一代的加压太空装。
2012年3月16日，鲍姆加特纳在美国新墨西哥州进行第一次挑战，主要是要测试相关设备是否能在超越阿姆斯壮线的高度下正常运作。他成功地自21,818公尺的高空越下并安全着陆在罗斯威尔的沙漠中，在自由坠落的过程中曾经到达580公里/小时的速度，完成正式挑战世界记录前的第一阶段準备工作。
2012年10月9日第一次挑战因为风速过快的原因取消。10月14日，保加拿升空。此次跳伞在两个多小时的升空和等待后，在鲍姆加特纳的一跃之下達成了人类搭乘气球抵达的最高高度（39公里）、人类自由落体最高时速（1.25馬赫=每小时1,357.64公里）两项世界纪录。其极速同时也突破了该温度下的音速。

### 挑戰年表
- 1997年：奪得美國西維吉尼亞州世界定點跳傘大賽冠軍。
- 1999年：
  - 自當時世界第一高的大樓，馬來西亞吉隆坡國油雙塔（Petronas Twin Tower，451公尺）上定點跳傘成功，刷新世界最高大樓定點跳傘記錄。
  - 自巴西里約熱內盧的基督像上進行定點跳傘成功，成為全世界高度最低（29公尺）的定點跳傘記錄。
- 2003年：利用一具特殊設計的人造纖維滑翔翼，自英國的多佛（Dover）以自由落體的方式飛越英吉利海峽，成功降落在法國的加萊（Calais），成為世界上第一個不靠動力飛越英吉利海峽的人。
- 2004年
  - 成功自橫跨希臘科林斯海峽（Channel of Corinth）的跨海大橋（59公尺）定點跳傘成功。
  - 成功自世界最大的地穴、克罗埃西亚韦莱比特国家公园（Velebit National Parc）的马梅特地穴（Marmet Cave，190公尺）定点跳伞成功。
  - 成功自連結北美洲與南美洲的巴拿馬美洲大橋（Bridge of Americas，120公尺）上定點跳傘成功。
  - 成功自全世界最高的橋樑、法國南部的密佑高架橋（Viaduc de Millau，343公尺）上定點跳傘成功，刷新世界最高橋樑定點跳傘記錄。
- 2006年：
  - 成功自拉丁美洲最高的建築物、墨西哥墨西哥城的主塔大廈（Torre Mayor，225公尺）上定點跳傘成功。
  - 成功自斯堪地那維亞半島上最高的建築物、位於瑞典馬爾默（Malmo）的HSB旋轉大樓（HSB Turning Torso，191公尺）上定點跳傘成功[5]。
- 2007年：
  - 成功自世界上第二大的地穴、阿曼的魂之座地穴（Seating of the Spirits，121公尺）定點跳傘成功。
  - 成功自當時世界最高的大樓，台灣台北市的台北101（508公尺）定點跳傘成功，再度刷新世界最高大樓定點跳傘記錄。
- 2012年：
  - 自平流層跳傘成功。[1]

## 逝世
2025年7月17日，鲍姆加特纳在意大利圣埃尔皮迪奥港遭遇滑翔伞飞行事故身亡，终年56岁。彼时他于空中突发疾病丧失了对飞行器的控制，随即坠入附近Le Mimose家庭露营村的游泳池中，同时撞伤了一名年轻女子。